# Elleanthus linifolius
Elleanthus linifolius é uma espécie de planta do gênero Elleanthus e da família Orchidaceae.  
Espécie com ampla distribuição na América do Sul, ocorrendo desde a Guiana e Suriname até o sul do Brasil.
 

## Taxonomia
Os seguintes sinônimos já foram catalogados:  
- Adeneleuterophora graminifolia  Barb.Rodr.
- Elleanthus graminifolius  (Barb.Rodr.) Løjtnant
- Elleanthus pusillus  Schltr.
- Evelyna graminifolia  Poepp. & Endl.
- Isochilus linifolius  (C.Presl) Lindl.

## Forma de vida
É uma espécie epífita, rupícola e herbácea. 

## Descrição
| Caule             | Caule       |
| ----------------- | ----------- |
| indumento         | glabro      |
| Folha             |             |
| forma             | linear      |
| ápice             | agudo       |
| Inflorescência    |             |
| com flor          | laxa        |
| tipo              | espiga      |
| Flor              |             |
| cor               | branca      |
| ápice das pétalas | arredondado |
| forma do labelo   | triangular  |
| tamanho do labelo | mais largo  |

## Conservação
A espécie faz parte da Lista Vermelha das espécies ameaçadas do estado do Espírito Santo, no sudeste do Brasil. A lista foi publicada em 13 de junho de 2005 por intermédio do decreto estadual nº 1.499-R. 

## Distribuição
A espécie é encontrada nos estados brasileiros de Amazonas, Amapá, Bahia, Espírito Santo, Minas Gerais, Pará, Pernambuco, Paraná, Rio de Janeiro, Roraima e São Paulo. 
A espécie é encontrada nos  domínios fitogeográficos de Floresta Amazônica e Mata Atlântica, em regiões com vegetação de floresta ombrófila pluvial.